# Six Nations 2004
Six Nations 2004 war die fünfte Ausgabe des jährlichen Rugby-Union-Turniers Six Nations, an dem die Nationalmannschaften aus England, Frankreich, Irland, Italien, Schottland und Wales teilnahmen.
An fünf Wochenenden fanden vom 14. Februar bis zum 27. März 2004 15 Spiele statt. Turniersieger wurde Frankreich, das mit Siegen gegen alle anderen Teilnehmer zum achten Mal den Grand Slam erreichte, während Irland mit Siegen gegen alle britischen Mannschaften die Triple Crown schaffte.

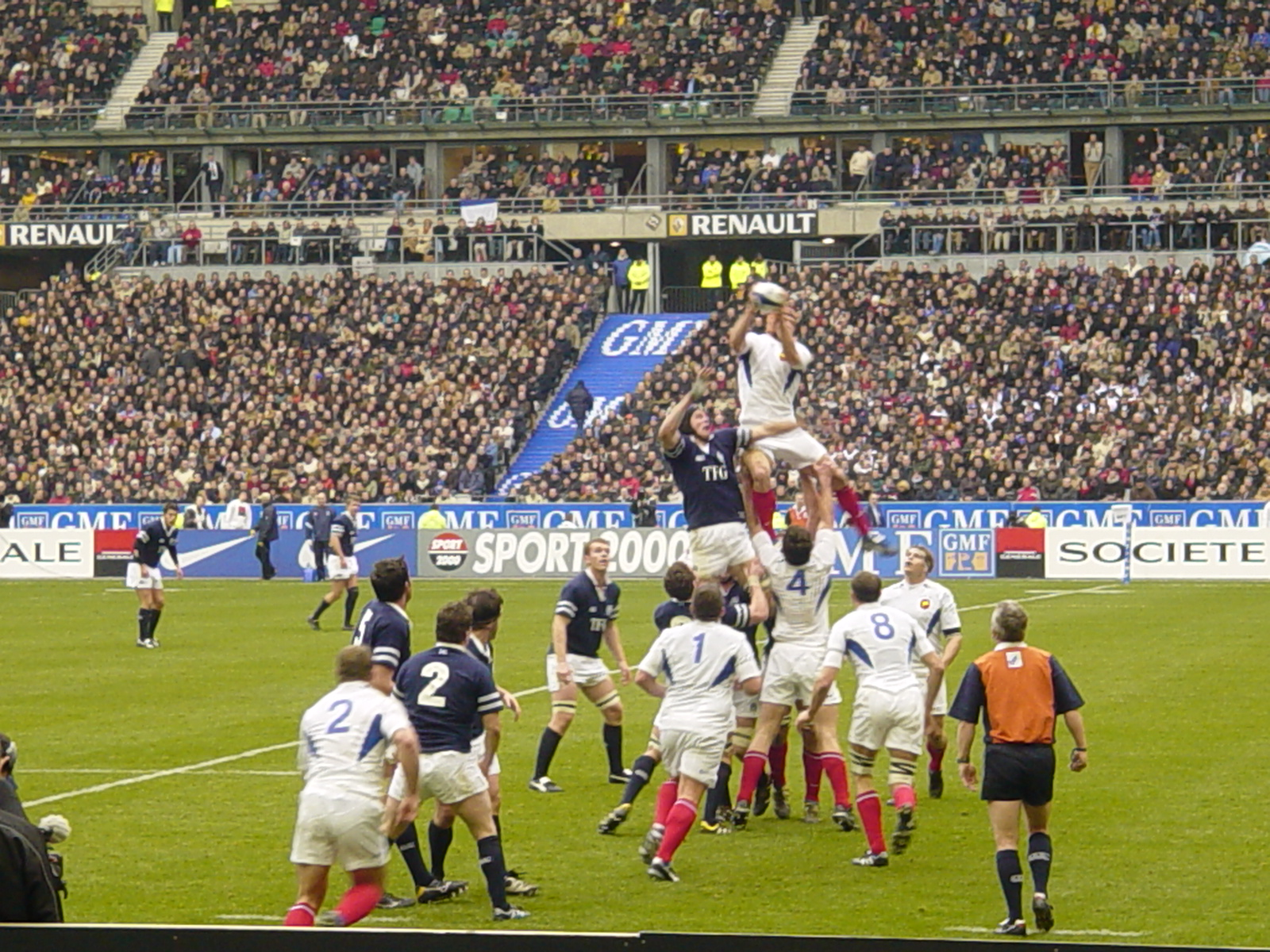
Spielszene in der Begegnung zwischen Schottland gegen Frankreich am 21. März 2004

## Teilnehmer
| Land       | Stadion             | Stadt       | Trainer          | Kapitän                           |
| ---------- | ------------------- | ----------- | ---------------- | --------------------------------- |
| England    | Twickenham Stadium  | London      | Clive Woodward   | Lawrence Dallaglio                |
| Frankreich | Stade de France     | Saint-Denis | Bernard Laporte  | Fabien Pelous                     |
| Irland     | Lansdowne Road      | Dublin      | Eddie O’Sullivan | Paul O’Connell / Brian O’Driscoll |
| Italien    | Stadio Flaminio     | Rom         | John Kirwan      | Andrea De Rossi                   |
| Schottland | Murrayfield Stadium | Edinburgh   | Matt Williams    | Chris Paterson                    |
| Wales      | Millennium Stadium  | Cardiff     | Steve Hansen     | Colin Charvis / Martyn Williams   |

## Tabelle
|    | Land       | Spiele | Siege | Unent. | Ndlg. | Spiel- punkte | Diff. | Tabellen- punkte |
| -- | ---------- | ------ | ----- | ------ | ----- | ------------- | ----- | ---------------- |
| 1. | Frankreich | 5      | 5     | 0      | 0     | 144:60        | + 84  | 10               |
| 2. | Irland     | 5      | 4     | 0      | 1     | 128:82        | + 46  | 8                |
| 3. | England    | 5      | 3     | 0      | 2     | 150:86        | + 64  | 6                |
| 4. | Wales      | 5      | 2     | 0      | 3     | 125:116       | + 9   | 4                |
| 5. | Italien    | 5      | 1     | 0      | 4     | 42:152        | − 110 | 2                |
| 6. | Schottland | 5      | 0     | 0      | 5     | 53:146        | − 93  | 0                |

## Ergebnisse

### Erste Runde
| 14. Februar 2004 15:00 MEZ | Frankreich | 35 : 17        | Irland                                                                                   | Stade de France, Saint-Denis Zuschauer: 79.547 Schiedsrichter: Chris White (England) |
| 14. Februar 2004 15:00 MEZ | Versuche: Clerc 28. n.erh. Pape 51. erh. Jauzion 55. erh. Élissalde 77. erh. Erhöhungen: Michalak (3) Straftritte: Michalak (3) 21., 33., 60. | (11:3) Bericht | Versuche: Foley 44. erh. Howe 70. erh. Erhöhungen: O’Gara (2) Straftritte: O’Gara (1) 6. | Stade de France, Saint-Denis Zuschauer: 79.547 Schiedsrichter: Chris White (England) |

| 14. Februar 2004 17:00 MEZ | Wales | 23 : 10        | Schottland                                                                      | Millennium Stadium, Cardiff Zuschauer: 73.913 Schiedsrichter: Donal Courtney (Irland) |
| 14. Februar 2004 17:00 MEZ | Versuche: R. Williams 3. erh., 50. n.erh. A. Jones 15. n.erh. Erhöhungen: S. Jones (1) Straftritte: S. Jones (2) 25., 40. | (18:3) Bericht | Versuche: Taylor 80. erh. Erhöhungen: Paterson (1) Straftritte: Paterson (1) 8. | Millennium Stadium, Cardiff Zuschauer: 73.913 Schiedsrichter: Donal Courtney (Irland) |

| 15. Februar 2004 16:00 MEZ | Italien                                                     | 9 : 50         | England | Stadio Flaminio, Rom Zuschauer: 28.500 Schiedsrichter: Andy Turner (Südafrika) |
| 15. Februar 2004 16:00 MEZ | Straftritte: Wakarua (2) 22., 29. Dropgoals: Wakarua (1) 6. | (9:26) Bericht | Versuche: Balshaw 16. erh. Robinson 23. n.erh., 40. n.erh., 64. n.erh. Lewsey 59. erh. Grayson 70. erh. Chris Jones 80. n.erh. Erhöhungen: Grayson (3) Straftritte: Grayson (3) 2., 20., 36. | Stadio Flaminio, Rom Zuschauer: 28.500 Schiedsrichter: Andy Turner (Südafrika) |

### Zweite Runde
| 21. Februar 2004 15:00 MEZ | Frankreich | 25 : 0         | Italien | Stade de France, Saint-Denis Zuschauer: 79.080 Schiedsrichter: Alan Lewis (Irland) |
| 21. Februar 2004 15:00 MEZ | Versuche: Harinordoquy 25. erh., 65. erh. Elhorga 75. n.erh. Erhöhungen: Élissalde (2) Straftritte: Élissalde (1) 13. Traille (1) 42. | (10:0) Bericht |         | Stade de France, Saint-Denis Zuschauer: 79.080 Schiedsrichter: Alan Lewis (Irland) |

| 21. Februar 2004 18:30 MEZ | Schottland                                                                             | 13 : 35        | England | Murrayfield Stadium, Edinburgh Zuschauer: 67.500 Schiedsrichter: Pablo Deluca (Argentinien) |
| 21. Februar 2004 18:30 MEZ | Versuche: Danielli 58. erh. Erhöhungen: Paterson (1) Straftritte: Paterson (2) 3., 26. | (6:20) Bericht | Versuche: Cohen 11. erh. Balshaw 31. erh. Lewsey 48. n.erh. Grewcock 69. erh. Erhöhungen: Grayson (3) Straftritte: Grayson (3) 16., 29., 66. | Murrayfield Stadium, Edinburgh Zuschauer: 67.500 Schiedsrichter: Pablo Deluca (Argentinien) |

| 22. Februar 2004 16:00 MEZ | Irland | 36 : 15        | Wales                                                                                         | Lansdowne Road, Dublin Zuschauer: 49.000 Schiedsrichter: Joël Jutge (Frankreich) |
| 22. Februar 2004 16:00 MEZ | Versuche: Byrne 1. erh., 40. n.erh. O’Driscoll 15. erh., 53. erh. O’Gara 31. n.erh. Foley 48. n.erh. Erhöhungen: O’Gara (3) | (24:3) Bericht | Versuche: Shanklin 64. n.erh., 77. erh. Erhöhungen: S. Jones (1) Straftritte: S. Jones (1) 6. | Lansdowne Road, Dublin Zuschauer: 49.000 Schiedsrichter: Joël Jutge (Frankreich) |

### Dritte Runde
| 6. März 2004 14:30 MEZ | Italien                                                                     | 20 : 14       | Schottland                                                          | Stadio Flaminio, Rom Zuschauer: 21.340 Schiedsrichter: Nigel Whitehouse (Wales) |
| 6. März 2004 14:30 MEZ | Versuche: Ongaro 42. n.erh. Straftritte: Marigny (5) 3., 12., 40., 74., 80. | (9:9) Bericht | Versuche: Webster 80. n.erh. Straftritte: Paterson (3) 9., 35., 40. | Stadio Flaminio, Rom Zuschauer: 21.340 Schiedsrichter: Nigel Whitehouse (Wales) |

| 6. März 2004 17:00 MEZ | England                                                                             | 13 : 19         | Irland                                                                                       | Twickenham Stadium, London Zuschauer: 75.000 Schiedsrichter: Paul Honiss (Neuseeland) |
| 6. März 2004 17:00 MEZ | Versuche: Dawson 27. erh. Erhöhungen: Grayson (1) Straftritte: Grayson (2) 32., 72. | (10:12) Bericht | Versuche: Dempsey 52. erh. Erhöhungen: O’Gara (1) Straftritte: O’Gara (4) 17., 24., 34., 40. | Twickenham Stadium, London Zuschauer: 75.000 Schiedsrichter: Paul Honiss (Neuseeland) |

| 7. März 2004 16:00 MEZ | Wales | 22 : 29         | Frankreich | Millennium Stadium, Cardiff Zuschauer: 72.500 Schiedsrichter: Stuart Dickinson (Australien) |
| 7. März 2004 16:00 MEZ | Versuche: M. Williams 80. erh. Erhöhungen: S. Jones (1) Straftritte: S. Jones (5) 12., 19., 24., 27., 55. | (12:13) Bericht | Versuche: Harinordoquy 40. erh. Élissalde 58. erh. Erhöhungen: Élissalde (2) Straftritte: Élissalde (5) 6., 17., 46., 48., 74. | Millennium Stadium, Cardiff Zuschauer: 72.500 Schiedsrichter: Stuart Dickinson (Australien) |

### Vierte Runde
| 20. März 2004 14:30 MEZ | Irland                                                                                  | 19 : 3         | Italien                      | Lansdowne Road, Dublin Zuschauer: 49.250 Schiedsrichter: Kelvin Deaker (Neuseeland) |
| 20. März 2004 14:30 MEZ | Versuche: O’Kelly 29. n.erh. O’Driscoll 36. erh. Horgan 55. erh. Erhöhungen: O’Gara (2) | (12:0) Bericht | Straftritte: Marigny (1) 72. | Lansdowne Road, Dublin Zuschauer: 49.250 Schiedsrichter: Kelvin Deaker (Neuseeland) |

| 20. März 2004 17:00 MEZ | England | 31 : 21        | Wales | Twickenham Stadium, London Zuschauer: 72.200 Schiedsrichter: Andrew Cole (Australien) |
| 20. März 2004 17:00 MEZ | Versuche: Cohen 6. erh. 67. erh. Worsley 80. n.erh. Erhöhungen: Barkley (2) Straftritte: Barkley (4) 19., 23., 40., 78. | (16:9) Bericht | Versuche: G. Thomas 44. erh. Taylor 51. n.erh. Erhöhungen: S. Jones (1) Straftritte: S. Jones (3) 11., 15., 26. | Twickenham Stadium, London Zuschauer: 72.200 Schiedsrichter: Andrew Cole (Australien) |

| 21. März 2004 16:00 MEZ | Schottland | 0 : 31         | Frankreich | Murrayfield Stadium, Edinburgh Zuschauer: 67.500 Schiedsrichter: Scott Young (Australien) |
| 21. März 2004 16:00 MEZ |            | (0:11) Bericht | Versuche: Magne 7. n.erh. Jauzion 68. erh., 79. erh. Erhöhungen: Yachvili (2) Straftritte: Yachvili (4) 15., 35., 43., 48. | Murrayfield Stadium, Edinburgh Zuschauer: 67.500 Schiedsrichter: Scott Young (Australien) |

### Fünfte Runde
| 27. März 2004 15:00 MEZ | Wales | 44 : 10        | Italien                                                                     | Millennium Stadium, Cardiff Zuschauer: 72.500 Schiedsrichter: Mark Lawrence (Südafrika) |
| 27. März 2004 15:00 MEZ | Versuche: S. Williams 29. n.erh., 69. erh. R. Williams 36. n.erh., 72. erh. G. Thomas 56. erh. Shanklin 61. erh. Erhöhungen: S. Jones (4) Straftritte: S. Jones (2) 12., 18. | (16:3) Bericht | Versuche: Masi 64. erh. Erhöhungen: Wakarua (1) Straftritte: de Marigny (3) | Millennium Stadium, Cardiff Zuschauer: 72.500 Schiedsrichter: Mark Lawrence (Südafrika) |

| 27. März 2004 17:00 MEZ | Irland | 37 : 16        | Schottland                                                                                                  | Lansdowne Road, Dublin Zuschauer: 42.750 Schiedsrichter: Nigel Williams (Wales) |
| 27. März 2004 17:00 MEZ | Versuche: D’Arcy 20. n.erh., 79. erh. Murphy 40. n.erh. Wallace 56. erh. Stringer 66. erh. Erhöhungen: O’Gara (3) Straftritte: O’Gara (2) 5., 26. | (16:9) Bericht | Versuche: Hogg 51. erh. Erhöhungen: Paterson (1) Straftritte: Paterson (2) 1., 24. Dropgoals: Parks (1) 38. | Lansdowne Road, Dublin Zuschauer: 42.750 Schiedsrichter: Nigel Williams (Wales) |

| 27. März 2004 21:00 MEZ | Frankreich | 24 : 21        | England                                                                                                   | Stade de France, Saint-Denis Zuschauer: 79.906 Schiedsrichter: Alain Rolland (Irland) |
| 27. März 2004 21:00 MEZ | Versuche: Harinordoquy 26. n.erh. Yachvili 40. erh. Erhöhungen: Yachvili (1) Straftritte: Yachvili (4) 22. 35., 40., 52. | (21:3) Bericht | Versuche: Cohen 53. n.erh. Lewsey 76. erh. Erhöhungen: Barkley (1) Straftritte: Barkley (3) 40., 49., 73. | Stade de France, Saint-Denis Zuschauer: 79.906 Schiedsrichter: Alain Rolland (Irland) |

## Die besten Spieler

### Meiste erzielte Versuche
|    | Name                | Versuche |
| -- | ------------------- | -------- |
| 1. | Ben Cohen           | 4        |
| 1. | Imanol Harinordoquy | 4        |
| 1. | Rhys Williams       | 4        |

### Meiste erzielte Punkte
|    | Name             | Punkte |
| -- | ---------------- | ------ |
| 1. | Stephen Jones    | 55     |
| 2. | Ronan O’Gara     | 48     |
| 3. | Paul Grayson     | 38     |
| 4. | Dimitri Yachvili | 35     |
| 5. | Chris Paterson   | 30     |